# Лапуэнт, Пьер

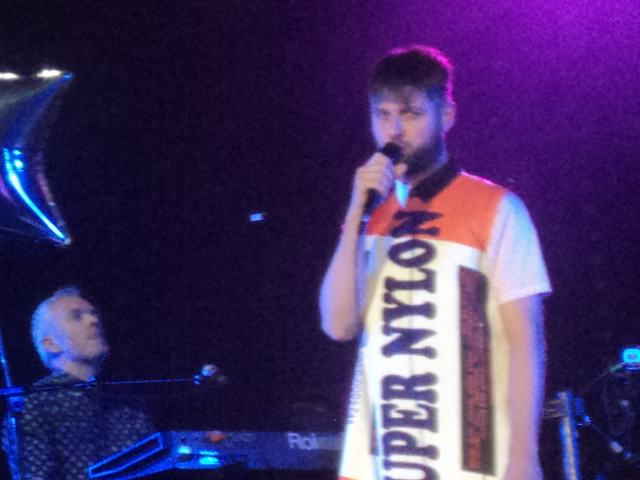
Пьер Лапуант (2014)

Пьер Лапуэнт (фр. Pierre Lapointe род. 23 мая 1981, Альма, Квебек) — автор-исполнитель песен на французском языке, пианист. Получил множество музыкальных премий в своей стране, в том числе 13 феликсов. В августе 2007 года на его концерт на фестивале «Франкофоли де Монреаль» было более 100 000 зрителей. В январе 2014 года выступал в зале «Олимпия» в Париже. В 2014 году стал членом жюри в музыкальном телепроекте «Голос».

## Дискография
| 2002 | Pierre Lapointe (Maquette promotionnelle) | —  | —   |            |
| 2004 | Pierre Lapointe                           | —  | —   | Платиновый |
| 2006 | La Forêt des Mal-Aimés                    | 1  | 112 | Платиновый |
| 2007 | 2X2 / 25-1-14-14                          | —  | —   |            |
| 2007 | En concert dans la forêt des mal-aimés    | 22 | —   |            |
| 2009 | Sentiments Humains                        | 2  | 72  | Золотой    |
| 2011 | Pierre Lapointe seul au piano             | 2  | 184 |            |
| 2013 | Punkt                                     | 1  | —   |            |